# Abby Singer
Abby Singer (v anglickém originále Abby Singer) je americká filmová komedie z roku 2003. Režisérem filmu je Ryan Williams. Hlavní role ve filmu ztvárnili Clint Palmer, Ryan Williams, Wendy Buss, Pat Donahue a Robin Ballard.

## Obsazení
| Clint Palmer      | Curtis Clemins |
| Ryan Williams     | Kevin Prouse   |
| Wendy Buss        | Mabeline       |
| Pat Donahue       | pan Mooker     |
| Robin Ballard     | Maxine Helms   |
| Mark Wunder       | Jake Mooker    |
| Jay O. Sanders    | Kevinův otec   |
| Scott Hanks       | dr.Phelps      |
| Brad Pitt         |                |
| Jennifer Aniston  |                |
| Don Cheadle       |                |
| Jake Gyllenhaal   |                |
| Patricia Arquette |                |
| Jodie Foster      |                |
| Jeff Goldblum     |                |